# Station Biskupin Wykopaliska
Station Biskupin Wykopaliska is een spoorwegstation in de Poolse plaats Biskupin.